# Ињака
Ињака (порт. Ilha da Inhaca) суптропско је острво смештено у Мапутском заливу Индијског окена, на источној обали јужне Африке. Острво се налази у јужном делу Мозамбика и административно припада његовом главном граду Мапуту.
Острво представља природни (северни) продужетак полуострва Машангуло који је одвојен од копнене масе интензивном абразијом, дугачко је око 12 км, а широко око 7 километара. Површина острва је око 52 км², а највиша тачка је кота Монте Ињака са надморском висином од 104 метра. Налази се на око 32 км источно од града Мапута. Неких двестотињак метара северније од Ињаке се налази малено острво Иља дос Португезес.
Према демографским подацима из 2007. на острву је у пет мањих села живело 5.216 становника, или у просеку око 104 становника по квадратном километру. Административни центар острва је истоимено село Ињака. 
Острво Ињака је значајна туристичка дестинација позната по свом великом биодиверзитету који чини више од 12.000 регистрованих врста, укључујући око 150 врста корала, више од 300 врста птица и 4 врсте морских корњача које се размножавају на његовим плажама.